# Філіберт II (герцог Савойський)
Філіберт II Красивий (італ. Filiberto II il Bello; 10 квітня 1480 — 10 вересня 1504) — герцог Савойський в 1497—1504 роках.

## Життєпис
Походив з Савойського дому. Син Філіппа Савойського та Маргарити де Бурбон. Народився 1480 року в Пон-д'Ені. Виховувався при французькому королівському дворі. 1496 року після того, як батько успадкував Савойське герцогство, Філіберт був оголошений спадкоємцем трону. Того ж року одружився зі своєю стриєчною сестрою Іоландою.
1497 року після смерті батька успадкував Савойське герцогство. Також висунув претензії на титули короля Кіпру, Єрусалиму і Кілікії. 1499 року помирає його дружина. Тому титули королів Кіпру, Єрусалиму і Кілікії перейшли до сестри померлої дружини Шарлотти. Але Філіберт II продовжив їх застосовувати. В цей же час Франція підкорила практично усю Північну Італію, фактично оточивши Савою.
1501 року оженився на представниці династії Габсбургів, з якою був знайомий з дитинства. Цей шлюб виявився дуже щасливим. До того ж Філіберт любив жити весело, проводячи час у суцільних розвагах — бенкетах, балах, змаганнях, полюваннях. 1503 року тесть надав герцогу тимчасову світську юрисдикцію над єпископами Ліона, Лозанни, Женеви, Аости, Турина, Мор'єнна, Тарантасії, Верчеллі та Мондові.
1504 року рятуючись від епідемії чуми переніс резиденцію до замку Пон-д'Ен, де помер того ж року за деякими відомостями внаслідок нещасного випадку під час полювання або від чуми. Трон успадкував його зведений брат Карло III.

## Родина
1. Дружина — Іоланда, донька Карла I, герцога Савойського
Діти: не було
2. Дружина — Маргарита, донька Максиміліана I Габсбурга, імператора Священної Римської імперії
Діти:
- Маргарита (1504)